# La Chapelle-Janson
La Chapelle-Janson (en bretó Chapel-Yent, en gal·ló La Chapèll-Janczon) és un municipi francès, situat a la regió de Bretanya, al departament d'Ille i Vilaine. L'any 2006 tenia 1.148 habitants.

## Demografia
| 1962                                       | 1968  | 1975  | 1982  | 1990  | 1999  |
| ------------------------------------------ | ----- | ----- | ----- | ----- | ----- |
| 998                                        | 1.108 | 1.041 | 1.140 | 1.244 | 1.156 |
| Des de 1962: població sense dobles comptes |       |       |       |       |       |

## Administració
| Període | Identitat           | Partit |
| ------- | ------------------- | ------ |
| 2001-   | Marie-Louise Beaucé |        |

## Personatges il·lustres
- Joseph Groussard, ciclista bretó
- Georges Groussard, ciclista bretó